# Groene leguaan
De groene leguaan (Iguana iguana) is een hagedis uit de familie leguanen (Iguanidae). Het is een van de bekendste soorten leguanen vanwege de grootte, de hanteerbaarheid en het menu dat bestaat uit planten. De groene leguaan is een populaire soort in dierentuinen en wordt zelfs door particulieren als exotisch huisdier gehouden.
De groene leguaan kan een lengte tot twee meter bereiken en wordt wel beschouwd als de meest indrukwekkende soort van alle leguanen. De lange staart beslaat twee derde van de totale lichaamslengte. De leguaan is meestal groen van kleur maar kan ook andere kleuren aannemen. Er is een ondersoort die kleine hoorntjes ontwikkelt op de snuitpunt, maar de meeste exemplaren hebben deze structuren niet.
De groene leguaan is gemakkelijk te herkennen aan de karakteristieke, sterk vergrote ronde schub onderaan de achterzijde van de kop. Daarnaast zijn de keelwam en de geprononceerde stekelkam op de rug een duidelijk onderscheid, voornamelijk de halsstekels zijn zeer lang. De groene leguaan leeft in zuidelijk Noord-Amerika, geheel Midden-Amerika en grote delen van noordelijk en centraal Zuid-Amerika. De leguaan komt voor in bossen en houdt zich op in takken, bij voorkeur langs de waterkant. De groene leguaan is een vegetariër die voornamelijk bladeren eet (folivoor), maar ook bloemen en vruchten; er zijn slechts enkele observaties van dierlijk voedsel. De soort is over de gehele wereld verspreid doordat het een populair exotisch huisdier is.

## Naamgeving en taxonomie
De groene leguaan werd voor het eerst wetenschappelijk beschreven door Carl Linnaeus in 1758 als Lacerta Igvana. Tegenwoordig wordt het geslacht Lacerta tot de familie echte hagedissen gerekend. De groene leguaan is ook beschreven onder andere namen, die als verouderd worden beschouwd en synoniemen worden genoemd.

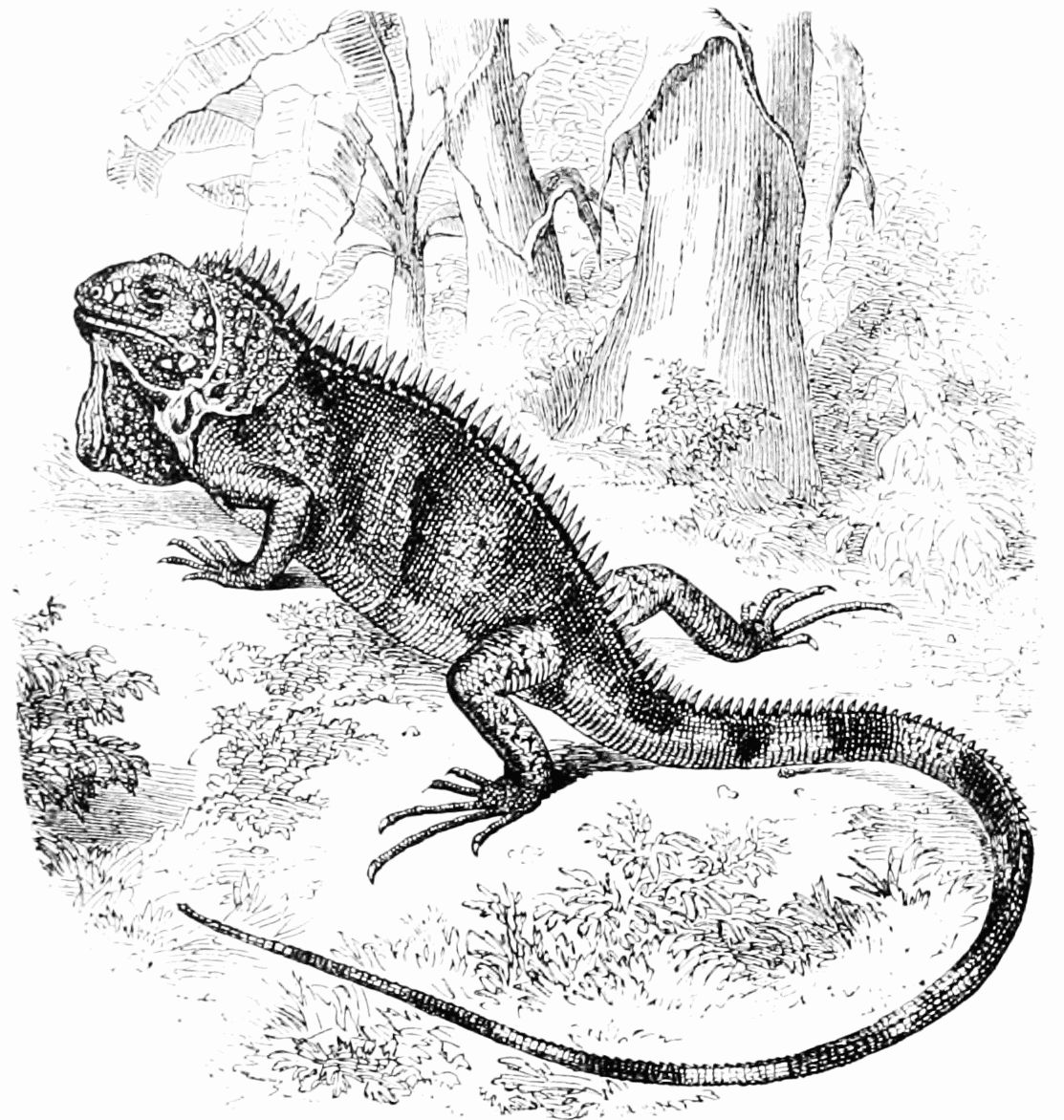
Tekening van de groene leguaan uit Popular Science Monthly (1899).

De groene leguaan dankt zijn naam aan de lichaamskleur van de meeste exemplaren in combinatie met het typische leguaanachtige voorkomen. Ook in de meeste andere talen wordt de hagedis zo genoemd, bijvoorbeeld het Zweedse grön leguan, het Poolse legwan zielony en het Engelse green iguana. De hagedis wordt in Midden-Amerika ook wel boomkip genoemd vanwege het smakelijke vlees.

### Ondersoorten
Er worden tegenwoordig drie ondersoorten erkend, die uiterlijk iets verschillen. Twee van de drie ondersoorten werden pas in 2019 voor het eerst beschreven waardoor ze in veel literatuur nog niet worden vermeld. Vroeger werd de ondersoort Iguana iguana rhinolopha erkend, die kleine hoornachtige uitsteekseltjes heeft op de snuit. Deze ondersoort wordt echter niet meer erkend.
| Naam                       | Auteur | Verspreidingsgebied                 |
| -------------------------- | --- | ----------------------------------- |
| Iguana iguana iguana       | Linnaeus, 1758 | De rest van het verspreidingsgebied |
| Iguana iguana insularis    | Breuil, Vuillaume, Schikorski, Krauss, Morton, Haynes, Daltry, Corry, Gaymes, Gaymes, Bech, Jelić & Grandjean, 2019 | Grenada                             |
| Iguana iguana sanctaluciae | Breuil, Vuillaume, Schikorski, Krauss, Morton, Haynes, Daltry, Corry, Gaymes, Gaymes, Bech, Jelić & Grandjean, 2019 | Saint Lucia                         |

### Synoniemen
Onderstaand is een lijst van synoniemen weergegeven.
- Lacerta Igvana
- Iguana minima
- Iguana tuberculata
- Iguana coerulea
- Iguana vulgaris
- Iguana sapidissima
- Iguana squamosa
- Iguana viridis
- Iguana coerulea
- Iguana emarginata
- Iguana lophryoides
- Prionodus iguana
- Hypsilophus tuberculatus
- Iguana Hernandessi
- Iguana iguana

## Uiterlijke kenmerken

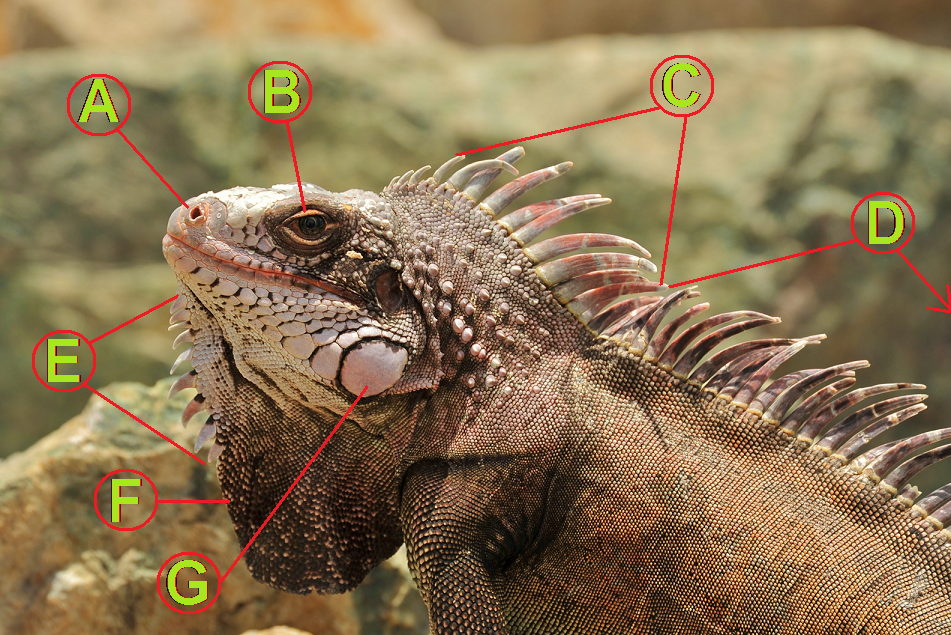
Algemene kenmerken van de kop:

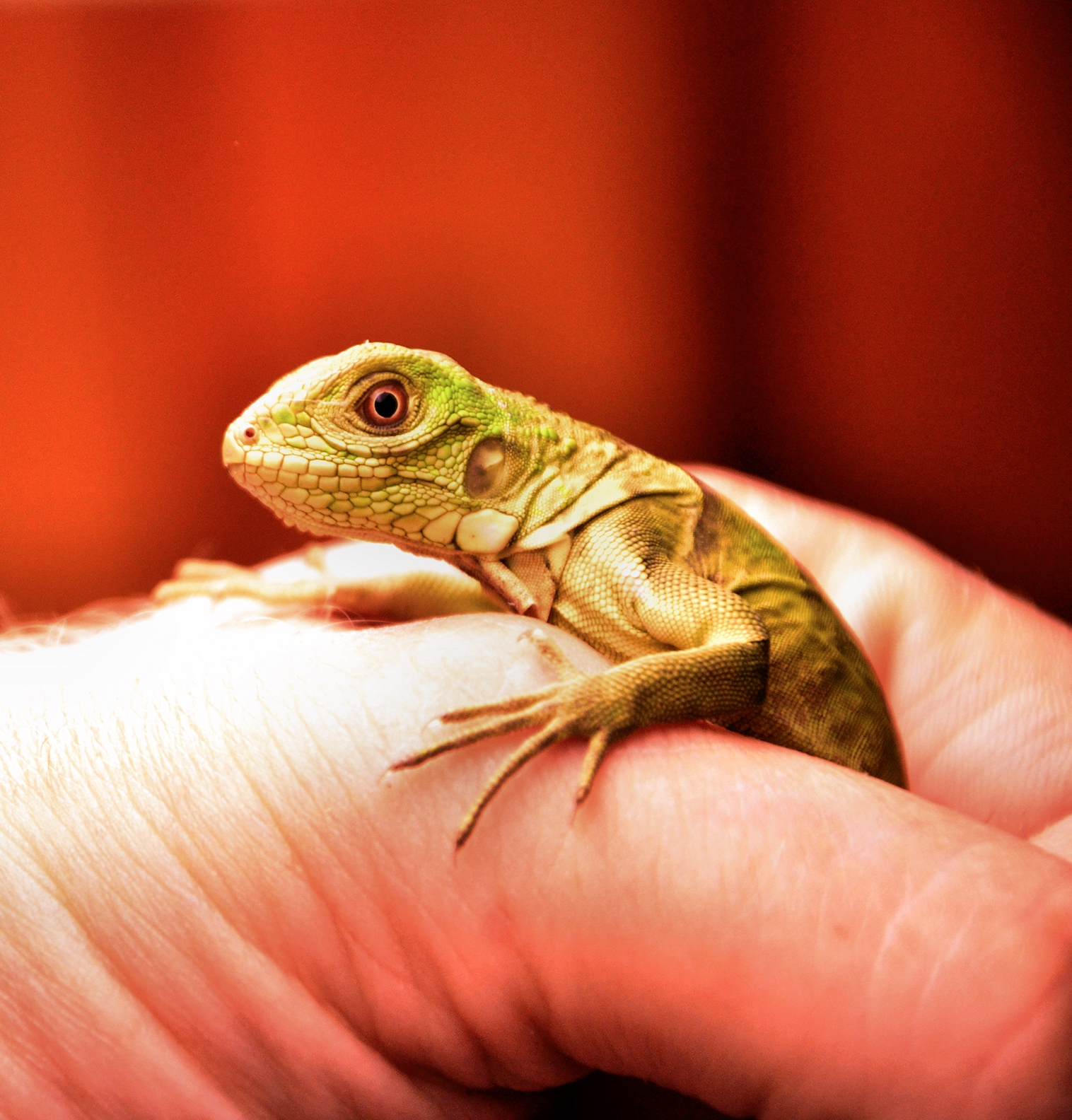
Baby leguaan, Curaçao.

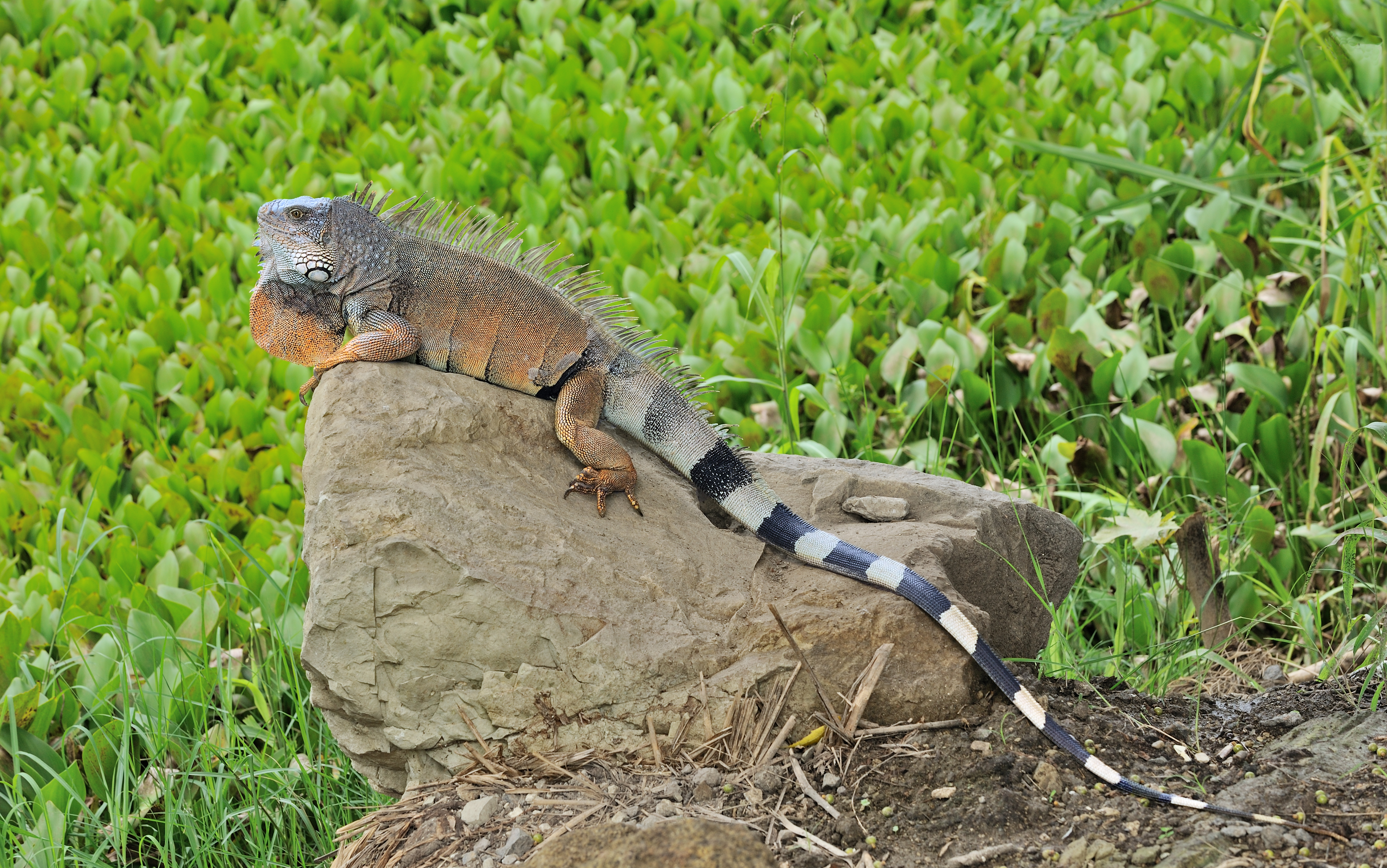
Mannetje uit Ecuador.

De groene leguaan is een van de grootste soorten leguanen en door de lichaamslengte en de soms zeer grote kammen doet de leguaan enigszins dinosaurusachtig aan. De leguaan is een van de weinige hagedissen die in één oogopslag is te herkennen aan de lichaamslengte in combinatie met de opvallende vergrote schub aan de onderzijde van de kaak. Een dergelijke structuur komt bij geen enkele hagedis voor, uitgezonderd de nauw verwante antillenleguaan (Iguana delicatissima), die echter een zeer klein verspreidingsgebied heeft.
De leguaan heeft een driehoekige, vrij spits eindigende kop die opvalt door een vergrote schub aan de onderzijde bij de keel en een opvallende keelwam. De keelwam is onbeweeglijk en kan niet worden in- of uitgeklapt. Dit in tegenstelling tot andere hagedissen zoals anolissen die een uitklapbare zogenaamde keelflap hebben waarmee ze communiceren. De groene leguaan kent ook vormen van communicatie maar de keelwam wordt hiervoor niet gebruikt. De functie van de keelwam is om de kop groter te doen lijken en waarschijnlijk is het ook een secundair geslachtskenmerk. De alfamannetjes hebben een grotere keelwam dan de dominante mannetjes. Met name bij de grotere mannetjes draagt de keelwam aan de onderzijde een rij tandachtige uitsteeksels die doen denken aan haaientanden.
Aan de onderzijde van de kop is aan de achterzijde van de kaak een vergrote schub gelegen, die de sublabiale schub wordt genoemd. De schub is zeer kenmerkend maar de functie ervan is desondanks onbekend. De ooropening van de groene leguaan is vergroot en duidelijk te zien, de opening is ovaal van vorm. De ogen zijn relatief klein maar door de heldere iris en ronde pupil heeft het oog een karakteristieke levendige blik. De schedel van de leguaan is zeer stevig en draagt rijen kleine tandjes die de vorm hebben van een pijlpunt. Ze zijn daarnaast sterk gekarteld, wat een aanpassing is op een dieet wat bestaat uit bladeren.
Het lichaam is langwerpig en bij oudere exemplaren erg plomp. De groene leguaan heeft een sterk zijwaarts afgeplat lijf met over de gehele bovenzijde van de rug een kam die duidelijke stekels draagt. Deze zijn ontstaan uit schubben en na iedere vervelling worden ze langer en dikker.
De poten zijn vrij lang en krachtig, en zijn uitstekend gemaakt voor het klimmen in bomen, snel te kunnen rennen, en om ondergrondse tunnels en eikamers te graven waar de eieren in worden gelegd. De poten worden niet gebruikt bij het zwemmen, ze worden hierbij tegen het lichaam gehouden. De groene leguaan heeft femorale poriën aan de onderzijde van de dijen. Deze poriën scheiden een vettige stof af die een rol speelt bij het aantrekken van de andere sekse.
De groene leguaan heeft vijf vingers en vijf tenen, bij andere groepen van hagedissen wil dit nog weleens verschillen. Aan het uiteinde van iedere vinger en teen is een verharde, gekromde nagel aanwezig en de groene leguaan beschikt over vier scherpe klauwen.
De staart van de leguaan is twee keer zo lang als het lichaam en is zowel lang als dun. De staart is niet heel beweeglijk maar kan krachtig worden bewogen en is voorzien van een kam met stekels en is sterk zijdelings afgeplat. Dit ondersteunt het zwemvermogen, de leguaan gebruikt tijdens het zwemmen namelijk niet de poten; deze worden tegen het lichaam gedrukt. De staart wordt gebruikt voor de voortstuwing door deze krachtig heen- en weer te bewegen. De staart dient ook als balans bij het rennen en het manoeuvreren in bomen, en kan ook worden gebruikt ter verdediging. De groene leguaan kan de staart als een zweep gebruiken en mikt hierbij op het gelaat. Net als andere leguanen kent de groene leguaan het vermogen om de staart af te laten vallen en deze te regenereren, wat ook bij andere hagedissen wel voorkomt en caudale autotomie wordt genoemd. Dit komt echter alleen voor bij de jonge exemplaren, bij ouderen exemplaren verdwijnt dit vermogen doordat de voorgevormde breuk in de staartwervels verdwijnt.
De mannetjes worden groter dan de vrouwtjes en hebben een sterker ontwikkelde keelwam en stekels. De vrouwtjes hebben meestal een minder opvallende kleur (groen).
De juvenielen hebben nog geen stekelkammen en een kleine keelwam, de jonge dieren zijn helder groen van kleur. In vergelijking met de grotere mannetjes zien ze eruit als een heel andere soort. Ze hebben een verhoudingsgewijs grotere kop en een kortere staart en beschikken nog niet over de kracht en snelheid van de adulte dieren.

## Levenswijze

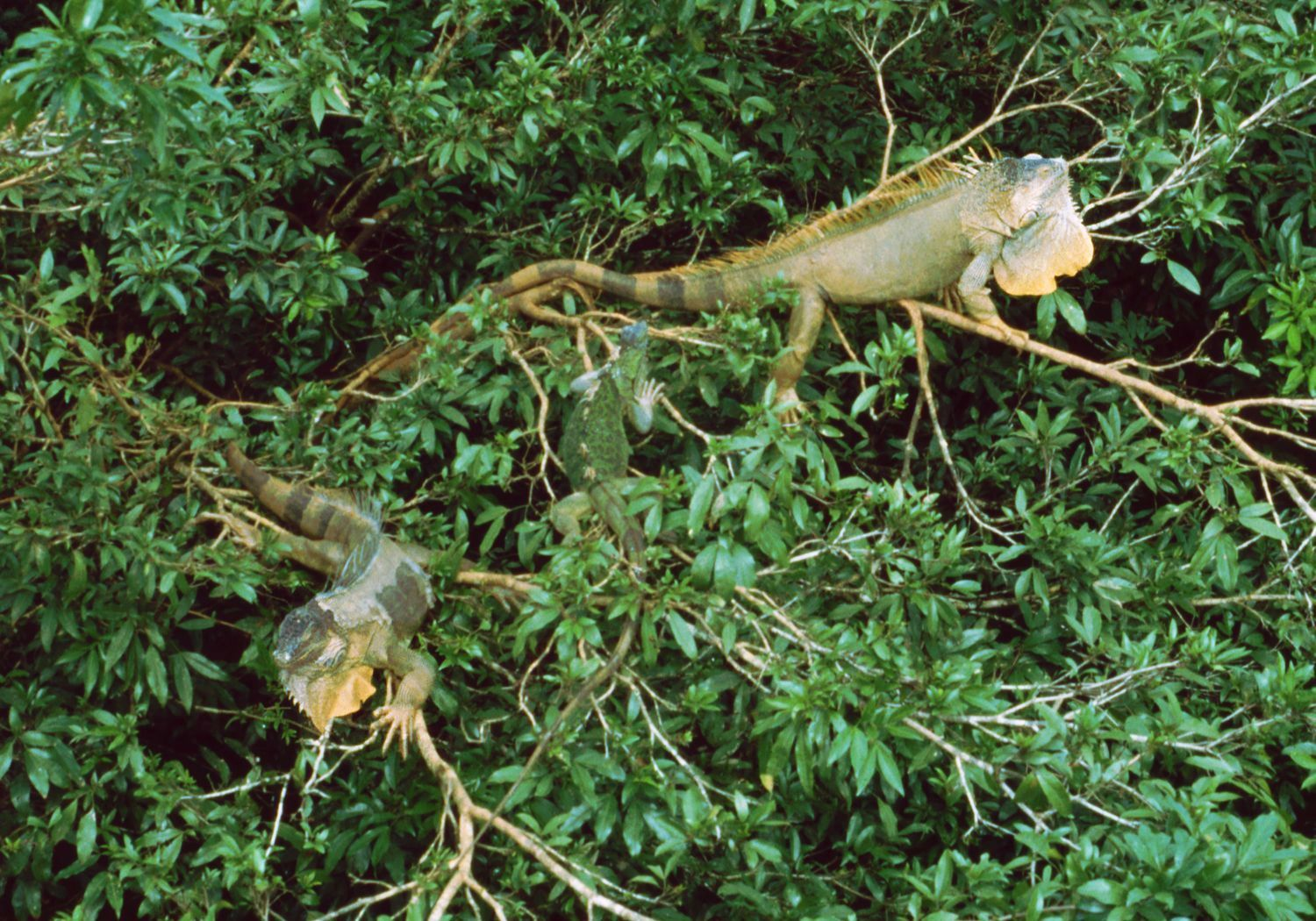
Leguanen zonnen graag hoog in de bomen.

De groene leguaan is overdag actief en schuilt 's nachts in een zelfgegraven hol of slaap hoog in de bomen op een tak. Ook bij slecht weer wordt het hol opgezocht om betere omstandigheden af te wachten. De leguaan leeft in warme en vochtige gebieden een heeft daarom geen aanpassingen om extreme omstandigheden aan te kunnen. Er wordt geen winterslaap (hibernatie) gehouden en ook geen zomerslaap of estivatie. Bij zonnig weer zijn de dieren het actiefst, de leguaan spendeert veel tijd aan zonnebaden. Hierdoor stijgt de lichaamstemperatuur en wordt de leguaan sneller, het opwarmen dient echter ook om de spijsvertering optimaal te laten verlopen.
De leguaan is sterk waterminnend en wordt vrijwel altijd aangetroffen bij rivieroevers, maar let op dat leguanen ook in gebieden leven met vrijwel geen natuurlijk vers water (bijv. Curaçao). Het is echter geen waterbewonende soort maar een uitstekende klimmer die zich in boomtakken ophoudt en het water gebruikt als een vluchtweg voor vijanden. De leguaan is een uitstekende zwemmer en ook op het land is de soort zeer snel. De groene leguaan is niet in staat om zich op de achterpoten voort te bewegen, zoals van andere leguaanachtigen bekend is als de basilisken.
Groene leguanen leven in grote groepen van enkele volwassen mannetjes en een aantal vrouwtjes. Een van de mannetjes is dominant, dit is in de regel het grootste exemplaar. Het dominante mannetje neemt de meest prominente zonplaats in en laat zijn dominantie merken door met de kop te knikken. Mocht een ander mannetje het territorium betreden dan zal het dominante mannetje deze bedreigen door zijn keelwam maximaal uit te zetten en het lichaam af te platten zodat het groter lijkt. Ook wordt de nekkam overeind gebracht. De mannetjes imponeren elkaar zo terwijl ze luid sissende geluiden maken. Soms komt het tot een gevecht, waarbij de dieren elkaar bijten en met de staart krachtige slagen toebrengen. Het gevecht stopt pas als een van de twee afdruipt, bij een gevecht kunnen de mannetjes elkaar verwondingen toebrengen.

### Voedsel

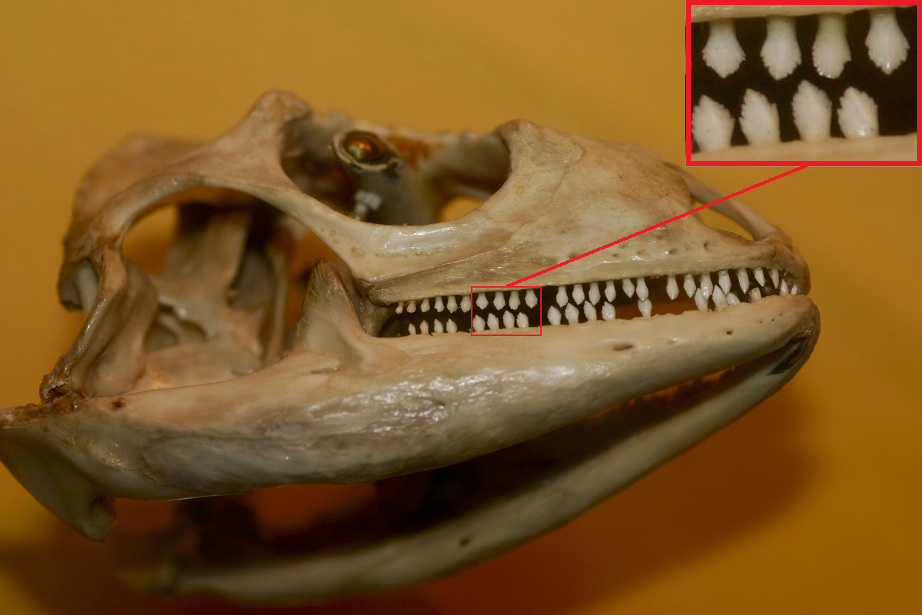
De tanden zijn aangepast om plantendelen af te kappen.

De groene leguaan is grotendeels vegetarisch, al worden er af en toe wel levende prooidieren gegeten. Met name de jongere exemplaren eten deels insecten maar zoeken al direct naar plantaardig voedsel. Jongere leguanen groeien snel en hebben hierdoor meer dierlijke eiwitten nodig, volwassen exemplaren groeien juist zeer langzaam en kunnen leven op een volledig vegetarisch dieet. Groene leguanen hebben een voorkeur voor rijp fruit, bloemen en bladeren van loofbomen en planten.
De groene leguaan kauwt zijn voedsel vrijwel niet, de tanden zijn bedoelt om voedsel (gedeeltelijk) af te bijten van bomen/struiken/etc. In de darmen van de leguaan zijn bacteriën aanwezig die het voedsel verder verteren. Deze bacteriën komen in de darmen van jonge dieren terecht doordat zij zand eten van het substraat en ook is waargenomen dat ze de ontlasting van volwassen dieren eten, dit wordt wel coprofagie genoemd. Zonder de bacteriën zou de leguaan het voedsel niet genoeg kunnen verteren om de voedingsstoffen op te nemen.
Als de leguaan aan een vervelling toe is, wordt er gestopt met eten tot de oude huid is afgeworpen. Ook zwangere vrouwtjes die aan het afzetten van de eieren toe zijn zoeken niet meer naar voedsel.

### Vijanden en verdediging
Zoals alle leguanen zijn voornamelijk slangen en roofvogels de voornaamste vijanden. Roofvogels plukken de leguaan van een tak waarop het dier ligt te zonnen en verscheuren de hagedis vervolgens met de klauwen en de bek waarna de voedselbrokken naar binnen worden gewerkt. Slangen echter besluipen hun prooi waarna deze wordt gewurgd of vergiftigd en in één keer wordt doorgeslikt.
Zodra de eieren zijn afgezet staan de leguanen -die zich nog in het embryonale stadium bevinden- bloot aan vijanden. De eieren worden opgegraven door verschillende dieren, voornamelijk door de mens geïntroduceerde soorten zoals ratten en varkens. Ook zijn er vele natuurlijke predatoren die op de eieren jagen, een van de belangrijkste eierpredatoren is de spitskoppython (Loxocemus bicolor).
De jongere leguanen staan aan veel meer gevaren bloot; zij kunnen ten prooi vallen aan vele soorten vogels, zoogdieren en reptielen. Als belangrijke vijanden worden de vogels uit het geslacht Crotophaga aangemerkt, die ook wel bekendstaan als de anis. Ook toekans eten als ze de kans krijgen jonge leguanen. Ook rovende zoogdieren als de kinkajoe en reptielen zoals krokodillen en andere grotere dieren die vlees op het menu hebben staan jagen opportunistisch op jonge leguanen.
De leguaan is snel en zal altijd proberen te vluchten bij verstoring. De leguaan is zeer goed in het ontsnappen aan predatie en schrikt er niet voor terug om uit een boom te springen op een hoogte van zes meter boven de bodem. De leguaan vlucht vervolgens in een ondergrondse schuilplaats of duikt in het water om te ontsnappen.
De groene leguaan kan bijten, de kleine getande tanden kunnen vervelende wonden veroorzaken. Er is een gevaar op besmetting met tetanus. De staart wordt gebruikt om van zich af te slaan, en kan bij grote exemplaren een flinke striem veroorzaken, bij voorkeur in het gelaat. Als de leguaan wordt vastgepakt zal deze middels kronkelige lichaamsbewegingen proberen los te maken.

### Voortplanting en ontwikkeling

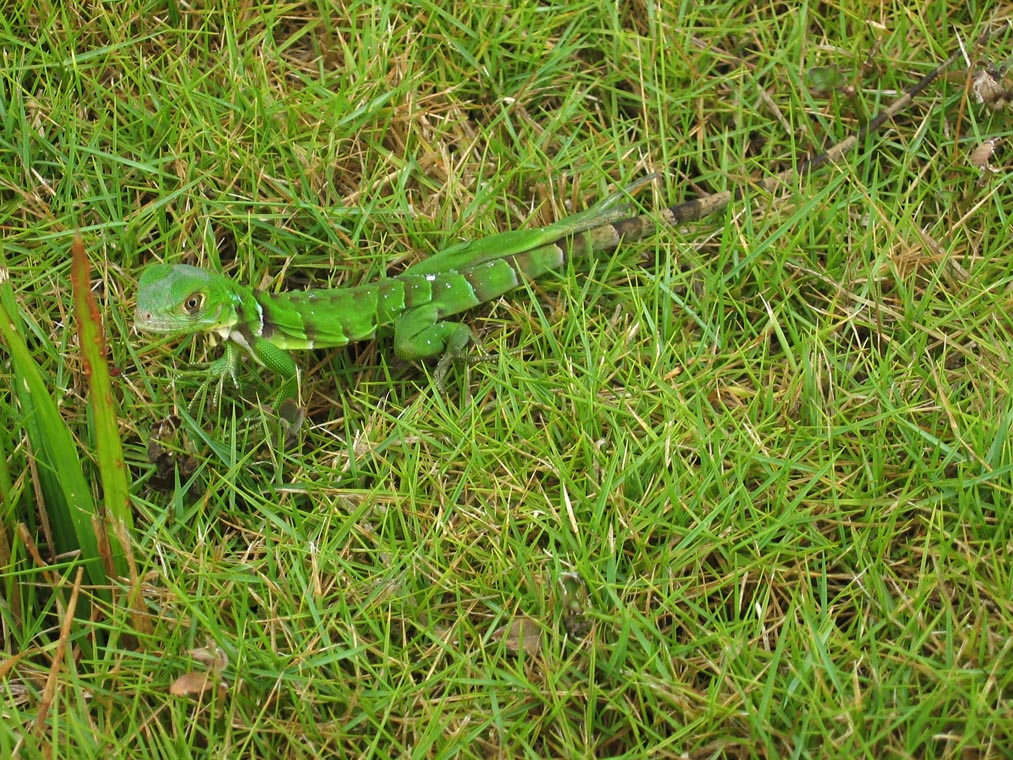
Jonge groene leguanen zijn groen van kleur en bruin gestreept; ze vallen niet op in het gras.

De voortplantingstijd vindt plaats in het droge seizoen, het dominante mannetje paart met verschillende vrouwtjes. De niet-dominante mannetjes hebben meer vrouwelijke kenmerken zoals een minder sterk ontwikkelde rug- en nekkam. Het dominante mannetje ziet ze hierdoor niet als concurrent en hier maken de andere mannetjes gebruik van door met de vrouwtjes te paren als het dominante mannetje even niet oplet. Voor de paring probeert een mannetje een vrouwtje te verleiden door met zijn kop te trillen, waarbij zijn haar staart zijwaarts plaatst. Het mannetje knikt met zijn kop en klimt op het vrouwtje waarbij hij haar in de nek bijt om zich te ankeren en de cloacas contact maken en de bevruchting plaatsvindt. Als het vrouwtje niet paringsbereid is, draait ze snel om haar lengte-as om het mannetje kwijt te raken.
De vrouwtjes zetten de eieren af in ondergrondse tunnels, ze gebruiken meerdere jaren dezelfde plaats om de eieren af te zetten en trekken hierna terug naar hun leefgebied. De tunnels zijn doorgaans één tot twee meter lang en kunnen tot meer dan een halve meter onder het maaiveld reiken. Iedere tunnel eindigt in een verbrede eierkamer die groot genoeg is voor het legsel. De vrouwtjes graven soms hele tunnelcomplexen met meerdere eierkamers. Een vrouwtje zet jaarlijks enige tientallen eitjes af, een legsel bevat tussen de 9 en 71 eieren. Deze komen na minstens 65 dagen uit waarna de juvenielen verschijnen. Voordat de juvenielen het ondergrondse nest verlaten eten ze wat zand van het substraat, dit dient om de darmen van darmbacteriën te voorzien. Van de groene leguaan is bekend dat de eieren meestal gesynchroniseerd uitkomen. Hierdoor graven alle juvenielen zich tegelijkertijd uit en als een vijand de juvenielen opspoort zijn er altijd wel een paar die weten te ontsnappen.
De jonge leguanen hebben een heel ander uiterlijk dan de volwassen exemplaren. Hetzelfde geldt voor de levenswijze, de jonge dieren hebben een heel andere dagbesteding dan de adulten. Ze blijven lager in de begroeiing in vergelijking met volwassen en oudere juvenielen. De juvenielen blijven in kleine groepjes bij elkaar en zoeken op de lagere takken naar voedsel. Ze zoeken regelmatig contact waarbij ze elkaar aanraken en elkaar met de tong aftasten.
Omdat de eieren aan het begin van de regentijd uitkomen, zijn de jongen voorzien van een overvloed aan voedsel. Pasgeborenen voeden zich met jong groen blad wat samen in de geboortetijd van de jongen opkomt. Deze periode is net na het regenseizoen. Jong bladgroen heeft een hoog proteïnegehalte en dit is precies wat de dieren nodig hebben om op te groeien. Langzaam gaan de dieren over naar een eetpatroon van blad en fruit. Ook zijn er waarnemingen dat leguanen soms dode dieren en eieren als voedselbron gebruiken. Naarmate het dier ouder wordt neigt het steeds meer naar een folivoor eetgedrag.
Van de juvenielen bereikt maar een zeer klein aantal het volwassen stadium. Volgens schattingen overleeft slechts 2,6 procent het eerste levensjaar. Na twee tot drie jaar zijn de jongen volwassen, in het wild kan de groene leguaan een leeftijd van ongeveer acht jaar bereiken. Van in gevangenschap gehouden exemplaren is bekend dat ze een leeftijd van meer dan 20 jaar kunnen bereiken.

### Ecologie
Als grote herbivoren zijn leguanen belangrijke onderdelen van de ecosystemen waarin ze leven, vooral op eilanden waar ze vaak de grootste inheemse landsoort zijn. Gezien hun levensgeschiedenis is hun impact op andere soorten groot. Door bladeren en bloemen te eten bevorderen ze de groei en bloei van planten, en door fruit en zaden te eten helpen ze de verspreiding van deze zaden en kunnen ze in dat proces bijvoorbeeld ook de kieming van zaden bevorderen. Het grote aantal eieren dat vrouwelijke leguanen leggen, levert grote hoeveelheden eiwitten voor roofdieren die zich ofwel op de eieren richten terwijl deze aan het incuberen zijn, ofwel zich voeden met baby-leguanen zodra ze uitkomen. Ook vormen de nesten die vrouwelijke leguanen graven (inclusief de tunnels) complexe ondergrondse systemen met lossere grond die andere soorten kunnen gebruiken; vrouwelijke groene leguanen leggen hun eieren tot een diepte van 1,20 onder de grond.

## Verspreiding en habitat

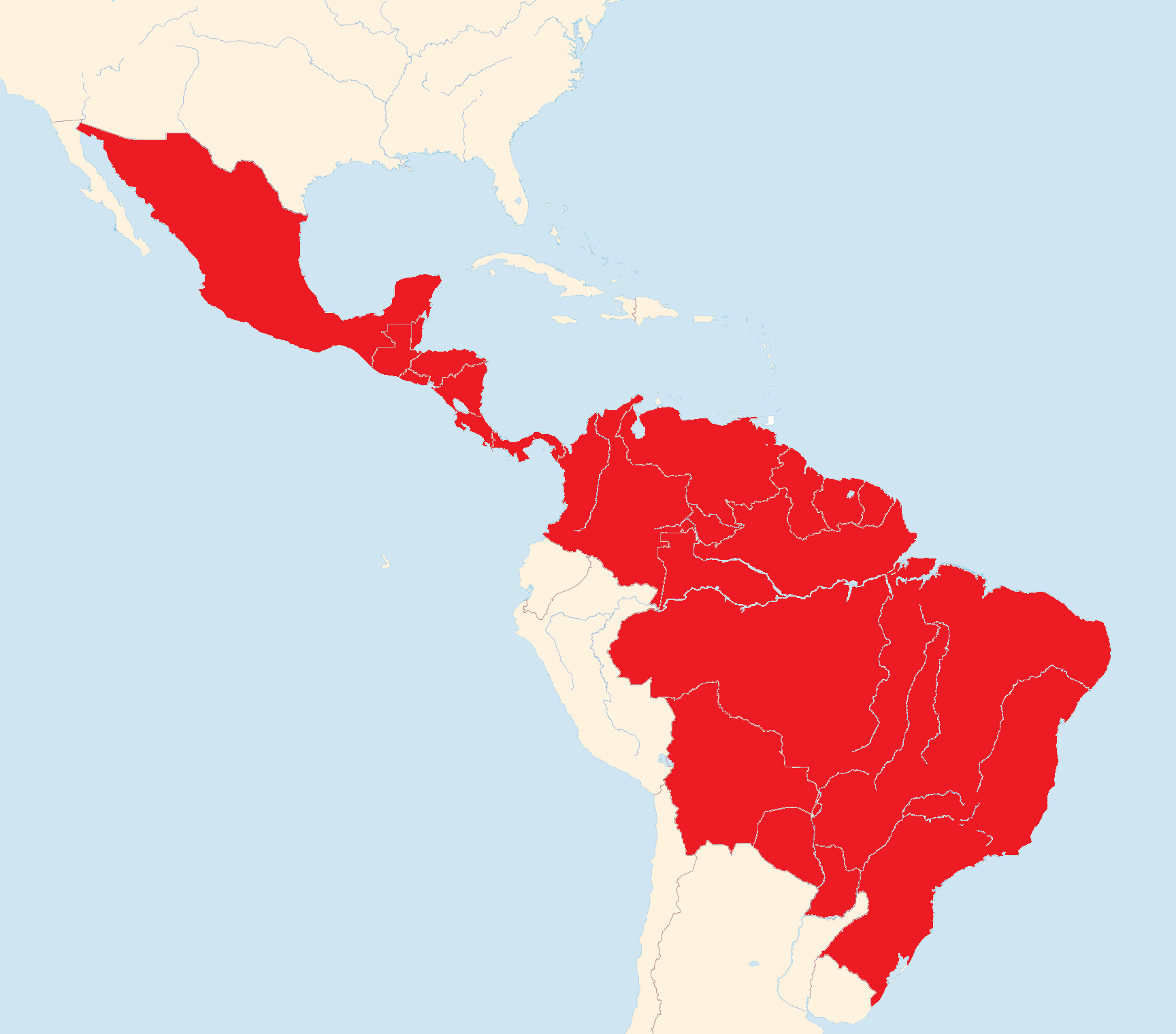
Verspreiding van de groene leguaan in het rood. Alleen de landen waar de soort voorkomt zijn gemarkeerd en niet het exacte verspreidingsgebied.

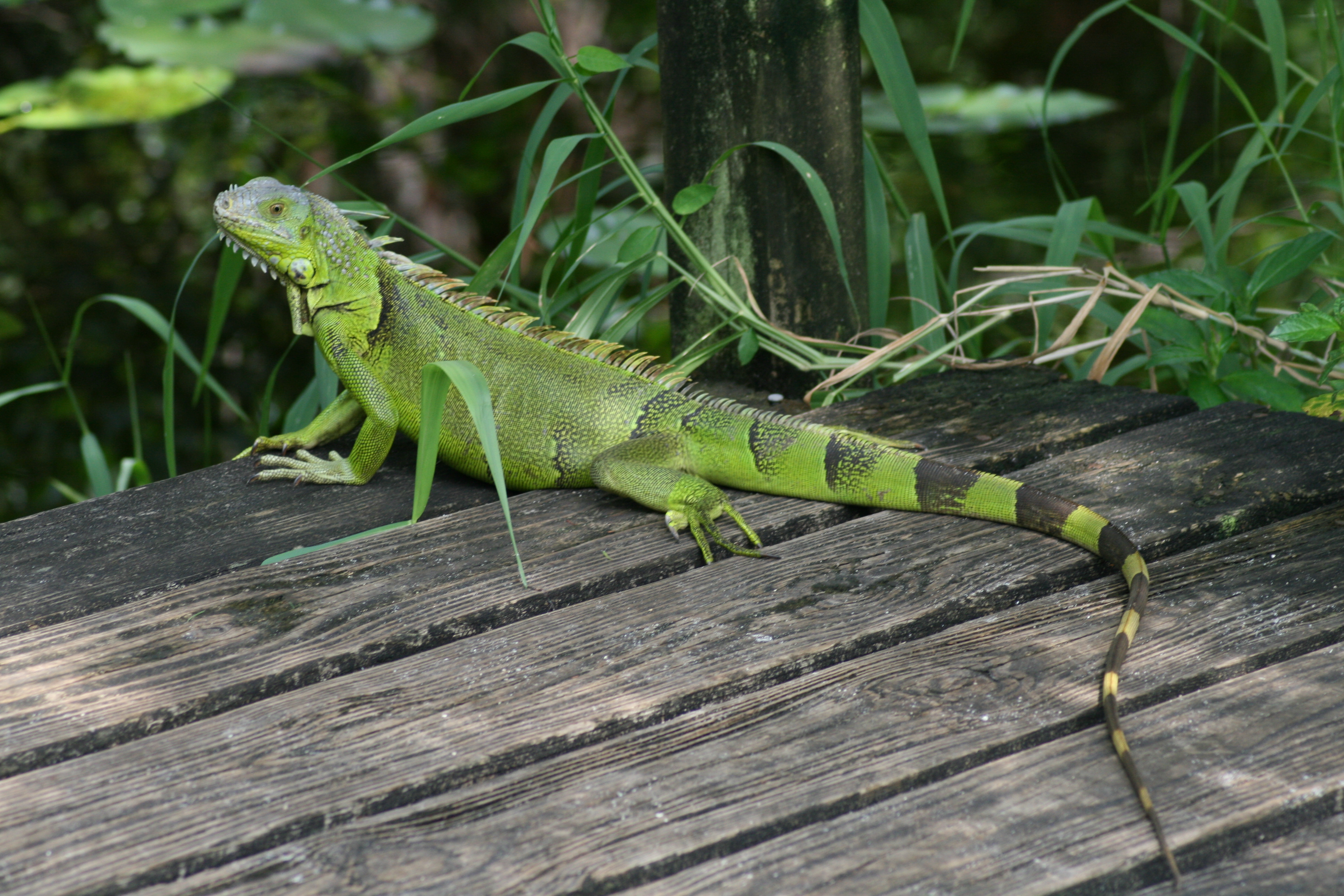
Een exemplaar uit Florida.

De groene leguaan heeft een enorm verspreidingsgebied in vergelijking met de andere leguanen. De groene leguaan komt voor in het grootste deel van Mexico in Noord-Amerika, alle landen van Midden-Amerika en de meeste landen van Zuid-Amerika.
Het noordelijkste deel van het verspreidingsgebied van de groene leguaan zijn de Mexicaanse staten Campeche en Yucatán, dit zijn twee uiterst zuidoostelijk gelegen staten. In deze streken heerst in tegenstelling tot andere delen van Mexico een tropisch klimaat. De groene leguaan komt ook voor in het zuiden van de Verenigde Staten, maar hier is de leguaan uitgezet door de mens. De populaties zijn ontstaan uit huisdieren die ontsnapt zijn of zijn losgelaten door de eigenaar. In de zuidoostelijk gelegen staat Florida worden al sinds 1966 exemplaren waargenomen, de populaties die elk jaar voor nageslacht zorgen zijn ontstaan sinds 1980. De leguanen worden als plaag gezien omdat ze sommige karakteristieke planten eten zoals orchideën, evenals door de mens geteelde groenten en fruit zoals aardbeien en tomaten. Daarnaast dragen de tunnels die ze graven bij aan de erosie van dijken en worden de uitwerpselen als ontsierend en onwelriekend beschouwd. De tanden, klauwen en de staart van de leguaan ten slotte kunnen mensen en huisdieren beschadigen. In het natuurpark Bill Baggs Cape Florida State Park werd het aantal exemplaren in 2003 geschat op meer dan 600 per vierkante kilometer.
De groene leguaan is ook geïntroduceerd op de Hawaï, een eilandengroep ten westen van de Verenigde Staten. Hier is de leguaan echter niet wijd verspreid en komt alleen in delen van een aantal eilanden voor. Daarnaast zijn er niet-inheemse populaties vastgesteld in onder andere Thailand, Singapore, Hongkong, Taiwan.
De groene leguaan komt voor in grote delen van Midden-Amerika in de landen Nicaragua, Guatemala, El Salvador, Honduras, Belize, Costa Rica en Panama. In deze uitgesproken tropische streken kan de leguaan in grote aantallen voorkomen. Hier wordt de leguaan door de lokale bevolking als delicatesse gezien, in Noord-Amerika is de leguaan niet erg populair als voedsel.
In Zuid-Amerika is de leguaan alleen in de warmere delen in het noorden te vinden. In Zuid-Amerika komt de groene leguaan voor in de landen Ecuador, Bolivia, Brazilië, Colombia, Frans-Guyana, Guyana, Isla Margarita, Peru, Paraguay, Suriname en Venezuela. In het enorme Brazilië is de leguaan alleen afwezig in het uiterste zuiden en zuidoosten.
De leguaan komt voor op een groot aantal eilanden van de Caraïben, onder andere delen van de Antillen. De eilanden(groepen) waar de leguaan gevonden wordt zijn de Maagdeneilanden, Montserrat, Saba, Sint-Lucia, Saint Vincent, Grenadines, Grenada, Islas del Cisne, Trinidad en Tobago, San Andrés, Providencia, Aruba, Curacao, Bonaire. Populaties op onder andere de Kaaimaneilanden, Saint-Barthélemy, Antigua (eiland), Anguilla (eiland), en Sint Maarten zijn van niet-inheemse afkomst.

### Habitat
De habitat van de groene leguaan bestaat uit bossen; van tropische regenwouden tot bladverliezende loofbossen. De leguaan is een typische boombewoner. De leguaan kan worden aangetroffen van laaglanden op zeeniveau tot een hoogte van 1000 meter boven zeeniveau.
De leguaan lijkt een voorkeur te hebben voor de begroeiing langs de oevers van rivieren. De groene leguaan is een goede zwemmer die in zich geval van nood het water in het water laat vallen om zwemmend te ontsnappen. De leguaan is echter niet zo sterk aan water gebonden als andere leguaanachtigen zoals de basilisken uit het geslacht Basiliscus. Er wordt ook wel vermoed dat de groene leguanen die langs rivieren leven het meeste opvallen vanwege de open plekken langs rivieren, maar dat ze in feite gelijk over het bos verspreid zijn.
De groene leguaan mijdt dichte wouden, hier kan het zonlicht niet doordringen op de bodem. Dit heeft tot gevolg dat de nesten niet voldoende worden opgewarmd wat de embryonale ontwikkeling vertraagt.

### Beschermingsstatus
Door de internationale natuurbeschermingsorganisatie IUCN is de beschermingsstatus 'veilig' toegewezen (Least Concern of LC).
De beschermingsstatus van de Sabaanse subpopulatie, welke zwart is door Melanisme, wordt sinds kort als kritisch bedreigd aangemerkt (Critically Endangered of CR). Deze kritisch bedreigde status komt voort door het voorkomen van niet-inheemse leguanen op Saba die afkomstig zijn van de populatie niet-inheemse leguanen op Sint Maarten (land), specifiek omdat er hybridisatie optreedt tussen de inheemse en niet-inheemse leguanen.

## In gevangenschap

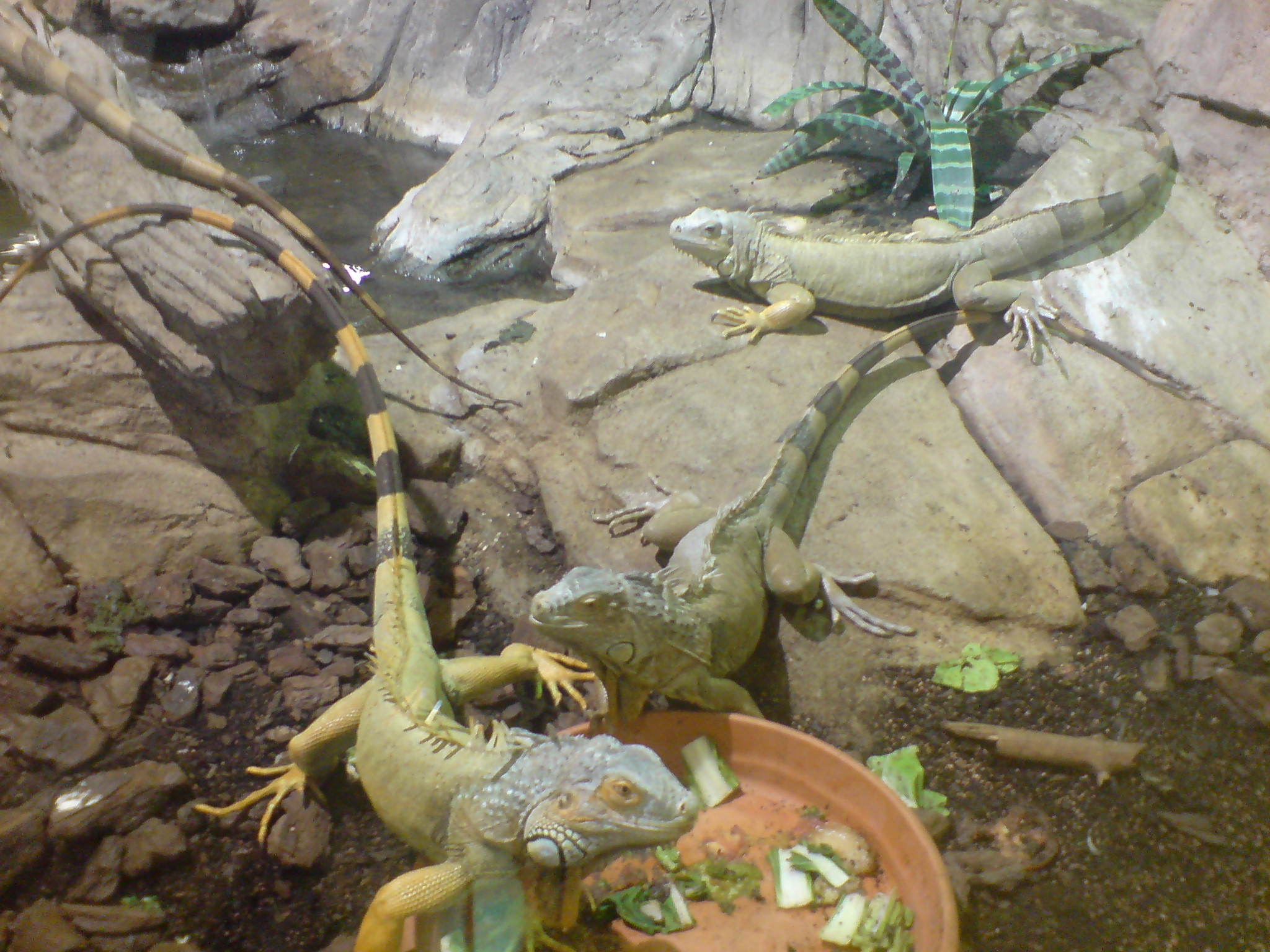
Groene leguanen in gevangenschap.

Veel jonge exemplaren die terechtkomen in de handel in exotische dieren zijn niet van de leguanenfarms afkomstig waar ze worden verzorgd, maar komen uit het wild. Dergelijke dieren worden ook wel wildvang genoemd en een aantal dieren in het wild is altijd besmet met parasieten zoals wormen en mijten. Omdat de leguaantjes in groepen worden getransporteerd is de kans aanwezig dat parasieten zich binnen een dergelijke groep razendsnel verspreiden en alle dieren besmetten. Groene leguanen die in gevangenschap zijn gekweekt hebben dergelijk parasieten niet mits ze goed zijn verzorgd. Ze zijn daarom echter veel duurder en alleen via kwekers te koop en niet in dierenspeciaalzaken.
De groene leguaan is door zijn grootte en relatieve hanteerbaarheid erg populair als exotisch huisdier. Per jaar worden in de handel grote aantallen geëxporteerd om in een terrarium te worden gehouden. In de Verenigde Staten werden tussen 1991 en 2002 bijna vijf miljoen exemplaren ingevoerd. In Europa werden tussen 1990 en 1999 ongeveer 600.000 groene leguanen geïmporteerd.

### Condities
De groene leguaan heeft door zijn grote lichaam een ruim terrarium nodig dat bovendien sterk genoeg is om de krachtige dieren aan te kunnen. Vaak wordt een jonge leguaan aangeschaft die te klein wordt gehuisvest waarna het groter wordende dier uit zijn behuizing groeit. Een terrarium voor een groepje groene leguanen dient minstens twee bij twee meter te zijn en minstens twee meter hoog. Er dienen voldoende klimmogelijkheden te zijn en de leguaan zont graag op een horizontale tak. De leguanen hebben behoefte aan een hoge luchtvochtigheid tot 80% overdag en tot 100% 's nachts. De temperatuur moet overdag tussen 25 en 30 graden liggen en 's nachts 20 tot 25 graden.
Het substraat kan bestaan uit zand of turf, scherpe deeltjes zoals grind kunnen niet gebruikt worden omdat deze soms worden ingeslikt.
De groene leguaan kan wennen aan de mens door het dier uit de hand te voeren. Vooral jonge dieren kunnen zo vrij tam worden en laten zich oppakken. Bij jonge dieren is het belangrijk om de ontlasting van oudere exemplaren in het terrarium te leggen, wat ze zullen opeten om de darmflora te voorzien van de juiste bacteriën.

### Ziekten
Groene leguanen zijn door hun grootte en intelligentere gedrag t.o.v. de meeste hagedissen een wat complexere soort. Zoals eerder vermeld hebben ze een bijzonder menu, maar ook een grotere gevoeligheid voor stress. De meeste ziektes ontstaan of verergeren door stress die de dieren ondervinden. Met name in terraria speelt dit een grote rol.
- Rachitis; botontkalking door kalk- of vitamine D3 gebrek.
- Parasieten; wormen, Mijten, teken. Het probleem met parasieten is dat ze allemaal uitgeroeid moeten worden, ook de eitjes. En deze zijn vaak zeer bestendig.
- Bekwonden; direct gevolg van stress doordat dieren continu tegen de ruiten springen of soms door herhaaldelijk vechten. Indien delen van de kaak worden aangetast, is het dier vaak verloren. Komen in het wild niet voor.
- Bijtwonden: ontstaan door het vechten onderling. Tenzij er maatregelen worden genomen komen er meer wonden, die uiteindelijk fataal zijn
- Jodiumtekort; uit zich in opgezwollen schildklieren (twee bulten aan de keel).

## Bedreiging door de mens

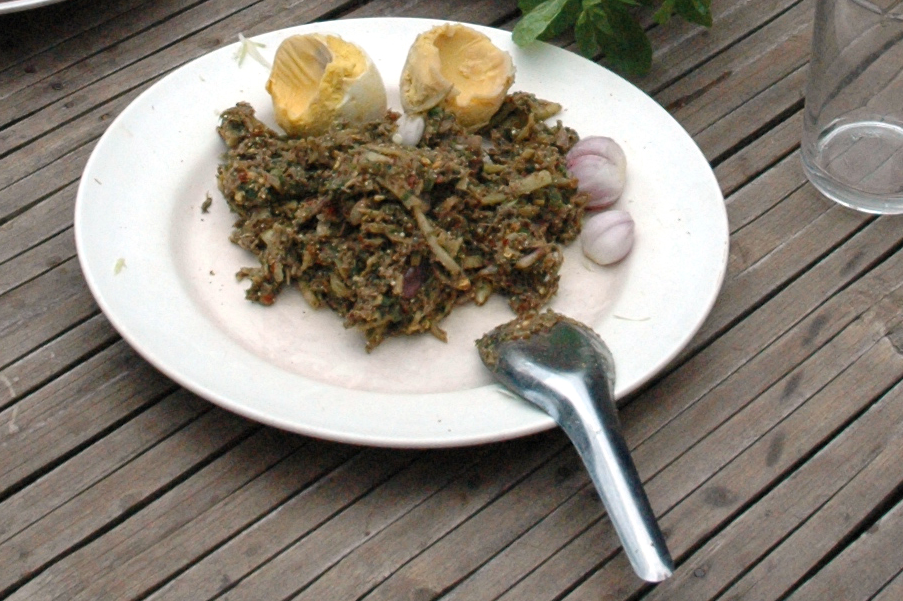
Een gerecht waarin de leguaan is verwerkt, geserveerd met eieren.

De groene leguaan kwam vroeger in enorme aantallen voor maar vrijwel alle populaties zijn door toedoen van de mens sterk gedecimeerd. Veel leguanen zijn gedood als voedsel maar de mens heeft voornamelijk een negatieve invloed op de reptielen gehad door de introductie van gravende dieren als varkens en ratten die de eieren opaten, geiten en schapen die het voedsel opaten en huisdieren als honden en katten die op de leguanen jaagden.
In westelijke landen is het eten van leguanen niet populair, maar in Zuid-Amerikaanse landen is de leguaan een belangrijke bron van dierlijke eiwitten en is bovendien veel goedkoper dan bijvoorbeeld vlees van runderen. Het vlees kan gewoon uit de natuur gehaald worden -letterlijk uit een boom geplukt- en is een van de bekendste vormen van bushmeat. Het vlees van de groene leguaan is daarom populair bij de lokale bevolking en wordt in restaurants gepresenteerd als delicatesse.
De leguaan wordt vaak uit de boom geschoten en vervolgens gedood; het meeste vlees zit aan de achterpoten en met name aan de staart. De smaak is vergelijkbaar met die van kip. De leguaan wordt vaak verwerkt in een stoofpot en wordt gekruid opgediend. Ook de eieren worden graag gegeten, deze worden opgegraven maar ook worden zwangere vrouwtjes opengesneden om de eieren te bemachtigen, ze overleven dit meestal niet. De eieren worden gekookt voor ze worden geserveerd. De groene leguaan wordt al sinds 7000 jaar door de mens gegeten. Omdat de soort commercieel interessant is, worden de dieren in farms gekweekt, dergelijke leguanenfarms zijn onder andere opgezet in Costa Rica, Nicaragua en Panama. Veel farms leveren vooral dieren voor de verkoop en een deel wordt gebruikt voor het vlees en het het leveren van eieren voor de volgende generatie farmleguanen.